# Chiesa del Suffragio (Pesaro)
La chiesa del Suffragio si trova a Pesaro; anche se ormai oggi la chiesa non è quasi più riconoscibile come monumento ecclesiastico per i gravi danni del terremoto del 1930, esso è originario del XIV secolo. Realizzato da Nicola Sabbatini, aveva forma ottagonale e un'imponente facciata a tre ordini sovrapposti, ornata da paraste, quadrature e rosoni.